# Johannes Hengstschläger
Johannes Hengstschläger (* 15. Juli 1940 in Lichtenberg) ist ein österreichischer Jurist und emeritierter Universitätsprofessor. Er war von 1991 bis 1996 Rektor der Johannes Kepler Universität Linz.

## Leben
Hengstschläger legte 1960 die Matura an der Bundeslehrerbildungsanstalt in Linz ab und absolvierte 1962 die Lehrbefähigungsprüfung für Volksschulen sowie 1966 die Lehrbefähigungsprüfung für Hauptschulen in den Fächern Mathematik, Darstellende Geometrie und Kunsterziehung. Er arbeitete bis 1971 als Lehrer an Volks- und Hauptschulen im Bereich des Landesschulrates für Oberösterreich und studierte von 1966 bis 1970 Rechtswissenschaften an der Universität Linz. 1970 promovierte er zum Doktor. 
Er trat in der Folge in den Dienst der Universität Linz und arbeitete bis 1978 als Assistent am Institut für öffentliches Recht und politische Wissenschaften sowie als Lehrbeauftragter für öffentliches Recht an der Universität Linz. 1975 war er Lehrbeauftragter an der Universität Padua für die Geschichte der politischen Theorie. 1977 habilitierte er sich in den Fächern Verfassungs- und Verwaltungsrecht an der Rechtswissenschaftlichen Fakultät der Universität Linz. Nachdem Hengstschläger am 1. Oktober 1978 zum außerordentlichen Universitätsprofessor für Verfassungs- und Verwaltungsrecht an der Universität Linz ernannt worden war, übernahm er im Jänner 1980 die Funktion des Vorstands des Instituts für Staatsrecht und Politische Wissenschaften. 1981 folgte seine Berufung zum Leiter der Abteilung für Verfassungs- und Staatsfinanzrecht am Institut für Staatsrecht und Politische Wissenschaften, 1988 seine Ernennung zum Ordinarius für Öffentliches Recht mit besonderer Berücksichtigung des Finanzrechts. Nach seiner Wahl zum Dekan der Rechtswissenschaftlichen Fakultät der Johannes Kepler Universität im Juni 1989 wurde Hengstschläger im Mai 1990 zum Rektor der Johannes Kepler Universität gewählt. Er übte das Amt des Rektors bis 1996 aus. Darüber hinaus war er ab Juni 1991 Vorstandsmitglied der Österreichischen Rektorenkonferenz und von 1993 bis 1995 Vorsitzender der Österreichischen Rektorenkonferenz. 1993 wurde er Ehrenmitglied der katholischen Studentenverbindung KaV Austro-Danubia Linz im ÖCV. Ab März 1995 war er zudem Ordentliches Mitglied der Europäischen Akademie der Wissenschaften und Künste. 2004 wurde Hengstschläger von der ÖVP als Rechnungshofpräsident nominiert. Ab 2008 war er Vorstand des Instituts für Staatsrecht und Politische Wissenschaften.

## Auszeichnungen
- Theodor-Körner-Preis (1975)
- Leopold-Kunschak-Preis (1978)
- Goldenes Ehrenzeichen des Landes Oberösterreich (1995)
- Großes Goldenes Ehrenzeichen für Verdienste um die Republik Österreich (1997)
- Österreichisches Ehrenkreuz für Wissenschaft und Kunst (2002)